# Stämpelhön
Stämpelhön är ett naturreservat i Åre kommun i Jämtlands län.
Området är naturskyddat sedan 2017 och är 203 hektar stort. Reservatet omfattar en nordostsluttning till höjden Stämpelhön och består av gammal granskog och mindre myrområden.